# Audrey Fontaine
Audrey Fontaine (* 24. März 1992) ist eine französische Badmintonspielerin. 

## Karriere
Audrey Fontaine gewann in ihrer Heimat vier nationale Nachwuchsmeistertitel. Bei den Turkey International 2010 wurde sie Zweite im Damendoppel, bei den Finnish International 2012 Dritte im Mixed. 2010 nahm sie an den Badminton-Weltmeisterschaften teil, 2011 und 2012 an den Mannschaftseuropameisterschaften. 2012 wurde sie auch erstmals französische Meisterin.

## Sportliche Erfolge
| Saison    | Veranstaltung                                 | Disziplin   | Platz | Name                                 |
| --------- | --------------------------------------------- | ----------- | ----- | ------------------------------------ |
| 2006/2007 | Französische Nachwuchsmeisterschaft (Minimes) | Mixed       | 1     | Marin Baumann / Audrey Fontaine      |
| 2006/2007 | Französische Nachwuchsmeisterschaft (Minimes) | Damendoppel | 1     | Audrey Fontaine / Angélique Guilloux |
| 2008/2009 | Französische Nachwuchsmeisterschaft (Cadets)  | Mixed       | 1     | Marin Baumann / Audrey Fontaine      |
| 2008/2009 | Französische Nachwuchsmeisterschaft (Cadets)  | Damendoppel | 1     | Audrey Fontaine / Angélique Guilloux |
| 2011/2012 | Französische Meisterschaft                    | Mixed       | 1     | Baptiste Carême / Audrey Fontaine    |
| 2012      | Kharkiv International                         | Damendoppel | 1     | Audrey Fontaine / Émilie Lefel       |
| 2013      | Mittelmeerspiele                              | Damendoppel | 2     | Audrey Fontaine / Emilie Lefel       |
| 2013      | St. Petersburg White Nights                   | Damendoppel | 2     | Audrey Fontaine / Emilie Lefel       |

## Referenzen
- Audrey Fontaine beim Badminton-Weltverband

| Personendaten    | Personendaten                   |
| ---------------- | ------------------------------- |
| NAME             | Fontaine, Audrey                |
| KURZBESCHREIBUNG | französische Badmintonspielerin |
| GEBURTSDATUM     | 24. März 1992                   |